# Marlen Esparza
Marlen Esparza (n. 29 iulie 1989, Houston, Texas, SUA) este o boxeră ce a reprezentat Statele Unite ale Americii, medaliată olimpică. A participat la o ediție a Jocurilor Olimpice (2012) în care a câștigat o medalie de bronz.

## Participări
Lista de mai jos prezintă principalele competiții la care a participat Marlen Esparza de-a lungul carierei.
- boxing at the 2012 Summer Olympics – women's flyweight[*]